# Eccrisis abdominalis
Eccrisis abdominalis är en skalbaggsart som beskrevs av Francis Polkinghorne Pascoe 1888. Eccrisis abdominalis ingår i släktet Eccrisis och familjen långhorningar.
Artens utbredningsområde är Madagaskar. Inga underarter finns listade i Catalogue of Life.